# Institut für Kunsttherapie und Forschung
Das Institut für Kunsttherapie und Forschung / Kunst und Theater im Sozialen ist eine Forschungseinrichtung, die der privaten Hochschule für Künste im Sozialen, Ottersberg angegliedert ist. Leiterin ist Constanze Schulze-Stampa.

## Geschichte
Das Institut für Kunsttherapie und Forschung wurde am 19. November 2004 gegründet. Im Mai 2005 beschlossen die Fachhochschulkonferenz und Trägergesellschaft der Fachhochschule die Umwandlung des Instituts in eine Einrichtung der Fachhochschule.
Das Institut versteht sich als Ort der Begegnung von Kunst, Theater, Therapie und wissenschaftlicher Forschung. Die Forschungstätigkeit des Instituts umfasst die Konzeption, Förderung, Durchführung und Begleitung praxisorientierter Forschungsvorhaben. Seine Grundlage ist die künstlerische Arbeit für und mit Menschen.

## Forschung
Zu den Aufgaben zählen
- die wissenschaftliche Erforschung und Begründung kunsttherapeutischer und theaterpädagogischer Praxis
- die Konzeption, Förderung und Durchführung praxisorientierter Forschungsvorhaben
- die Entwicklung und Realisierung von Weiterbildungsprogrammen
- die wissenschaftliche Unterstützung und Begleitung kunsttherapeutischer und theaterpädagogischer Praxisprojekte

Die Hochschule für Künste im Sozialen, Ottersberg entwickelt seit 2015 einen angewandten Forschungsschwerpunkt Künstlerische Interventionen in Gesundheitsförderung und Prävention der vom niedersächsischen Ministerium für Wissenschaft und Kultur gefördert wird. Das übergreifende Ziel von diesem ist die Untersuchung künstlerischer und kunsttherapeutischer Interventionen in Gesundheitsförderung und Prävention, die in den folgenden fünf spezifischen Anwendungsbereichen im Rahmen einzelner Teilprojekte fokussiert werden:
1. Krankenhaus als Institution
2. Multimodale Behandlungskonzepte
3. Sozialtherapeutische Konzepte in der Justizvollzugsanstalt
4. Unternehmenskulturen
5. Gesundheitsfördernde Lebenswelten

Dabei geht es um die Zusammenführung künstlerischer und evidenzbasierter Forschung im Sinne von Mixed-Methods-Designs.
Die Forschungsprojekte finden in unterschiedlichen Bereichen der Künstlerischen Therapien statt. Dazu zählen sowohl klinische, psychotherapeutische, pädagogische, heilpädagogische und weitere soziokulturelle Felder als auch die freie kunsttherapeutische und theaterpädagogische Praxis.

## Weiterbildung
Das Institut für Kunsttherapie und Forschung bietet neben einem umfangreichen Veranstaltungs- und Weiterbildungsprogramm einen Weiterbildungsstudiengang an:
- Weiterbildungsstudiengang „Klinisch anthroposophische Kunsttherapie“ als Kooperationsprojekt mit dem Gemeinschaftskrankenhaus Herdecke

## Kooperationen
Das Institut kooperiert im Rahmen seiner Forschungsprojekte mit verschiedenen Hochschulen, Instituten und Krankenhäusern, u. a. mit
- dem Gemeinschaftskrankenhaus Herdecke,
- der Hochschule für Kunsttherapie Nürtingen,
- der Alanus Hochschule für Kunst und Gesellschaft in Alfter,
- der Universität Witten/Herdecke,
- und dem Deutschen Kollegium für Psychosomatische Medizin (DKPM), integrierte Arbeitsgruppe „Künstlerische Therapien“.